# Nothing Really Matters (Gabrielle Aplin-dal)
A Nothing Really Matters Gabrielle Aplin angol énekes-dalszerző dala a Dear Happy albumról, amit kislemezként 2019. március 27-én adott ki a Never Fade Records és az AWAL. A dal szerzője Aplin, Olivia Sebastianelli és Tommy Baxter, producerei Baxter és Lostboy voltak.
Aplin szerint a szöveg a „megnyílással kapcsolatos izgalomról és ugyanakkor az azzal kapcsolatos félelemről” szól. A dalt a Wonderland Magazine „önszeretetért küzdő, felemelő popszámnak” nevezte.

## Fordítás
- Ez a szócikk részben vagy egészben  a   Nothing Really Matters (Gabrielle Aplin song) című angol Wikipédia-szócikk ezen változatának fordításán alapul.  Az eredeti cikk szerkesztőit annak laptörténete sorolja fel. Ez a jelzés csupán a megfogalmazás eredetét és a szerzői jogokat jelzi, nem szolgál a cikkben szereplő információk forrásmegjelöléseként.